# 白馬岳
36°45′31″N 137°45′31″E / 36.75861°N 137.75861°E

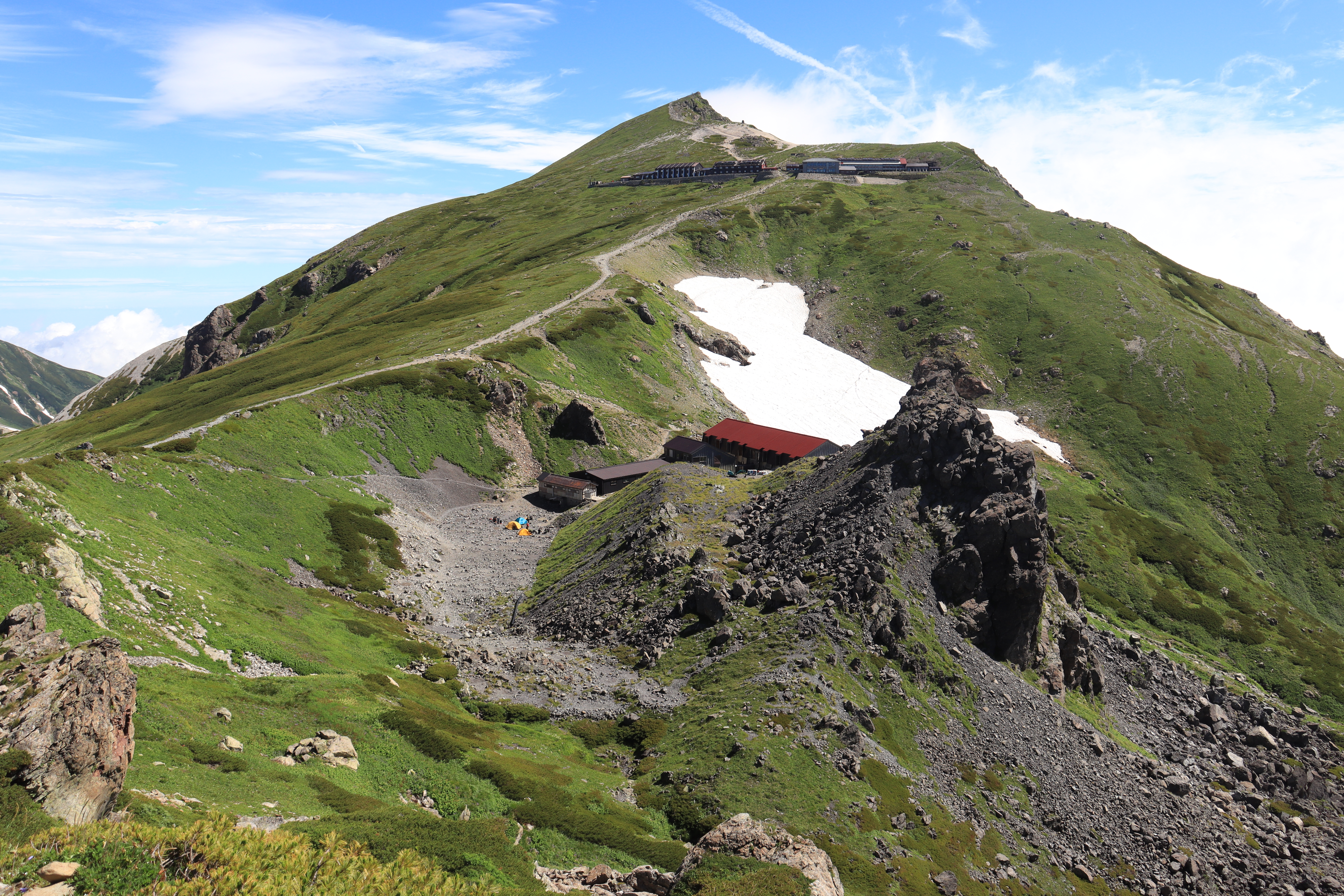
白馬岳

白馬岳是日本一座橫跨長野縣和富山縣的山。白馬岳位於飛驒山脈的北部。標高2932公尺。日本百名山之一。

## 外部連結
- 维基共享资源上的相關多媒體資源：白馬岳